# 2ちゃんねる個人情報流出事件
2ちゃんねる個人情報流出事件（2ちゃんねるこじんじょうほうりゅうしゅつじけん）とは、2013年の8月、電子掲示板「2ちゃんねる (2ch.net)」（現・5ちゃんねる）の有料サービス「2ちゃんねるビューア」（以下、通称である「●」。現・プレミアムRonin）の利用会員の個人情報が、Torネットワーク上のOnionちゃんねるTor板に大量に流出した個人情報漏洩事件。

## 経過
2013年中旬、「●」の個人情報が収録されたサーバーがクラッカーによるシステム侵入を受け、約4万件の会員のクレジットカード番号や名前などの顧客情報と書き込み履歴、約15万件分の「●」と「お試し●」の管理情報、利用者のトリップの情報、運営に関わる者のキャップの情報が不正に引き出された。
その後、8月に入ってから「さっしーえっち MwKdCUj7XWlQ」を名乗る人物により、Tor板上に流出した情報が公開され、その情報は8月26日時点で閲覧可能な状態であった。
この流出した情報から会員は決済に使われる危険性や、匿名で投稿した人の投稿者個人が特定される危険性が考えられており、実際に特定された人達がピンポンダッシュや無言電話などの被害に遭っている。8月26日には運営会社（N.T.Technology,Inc 会長Jim Watkins（ジム・ワトキンス）、日本におけるサポート:ティーケーテクノロジー有限会社）がこの事件についてのお詫び文を掲載した。運営会社によると8月25日23時25分に利用者から流出に関する連絡が入り、26日0時10分にクレジットカードでの申込みを停止し、7時50分にビットキャッシュでの申込みを停止し、その後に調査のために「●」へのログインを停止した。また、その後の調査で、自作自演をしていた「●」利用者もいたことも明らかになった。

## 影響
この事件の影響により事実上「●」の機能は停止された状態となり、新規会員の受付も凍結されたことから、２ちゃんねるは重要な収入源の一つを断たれることとなった。
その後、「●」の管理者であるワトキンスと、2ちゃんねる運営のトオル★や削ジェンヌ★らとの間で「●」の機能再開や、流出した個人情報と照合される恐れのある過去ログの扱いを巡る対立が発生。議論が平行線を辿ったまま推移していたが、2014年2月19日、ワトキンスはサーバー料金の未払いを理由にトオル★ら当時の運営陣を全員解任、管理人にワトキンス、その息子Code Monkey★が技術担当に就任した。その後、ワトキンスは本事件によって収入として成り立たなくなった「モリタポ」「●」の代替有料サービスとして、3月9日に新システム「2ちゃんねる浪人（Ronin）」（現・プレミアムRonin）を導入した。
2014年4月1日、2ちゃんねる元管理人の西村博之が、「2ちゃんねるがレンタルサーバー会社に乗っ取られている」として新ドメイン「2ch.sc」を発表。ZUNとのニコニコ生放送で「エイプリルフールネタではない」と発言、公開は"次の日曜日（4月6日）"を予定している とした。
4月11日、2ちゃんねる（2ch.net）とは別に、西村は新しい電子掲示板2ちゃんねる (2ch.sc)を開設した。
そして、同年7月6日に2ちゃんねるビューアこと「●」そのもののサービスが終了した。